# حملة جنوب غرب إفريقيا
كانت حملة جنوب غرب إفريقيا غزو منطقة جنوب غرب إفريقيا الألمانية واحتلالها من قبل قوات من اتحاد جنوب إفريقيا بالنيابة عن الحكومة الإمبراطورية البريطانية في بداية الحرب العالمية الأولى.

## معلومات عامة
كان اندلاع الأعمال العدائية في أوروبا في أغسطس من العام 1914 متوقعًا وكان المسؤولون الحكوميون في جنوب إفريقيا على دراية بأهمية حدودهم المشتركة مع المستعمرات الألمانية. أبلغ رئيس الوزراء لويس بوثا لندن أن بإمكان جنوب إفريقيا الدفاع عن نفسها وأن بإمكان الحامية الإمبراطورية أن تغادر إلى فرنسا. عندما سألت الحكومة البريطانية بوتا عما إذا كانت قواته ستغزو جنوب غرب إفريقيا الألمانية، كان رده أن قواته قادرة على ذلك وستقوم به.
حشدت قوات جنوب إفريقيا على طول الحدود بين البلدين تحت قيادة الجنرال هنري لوكين والكولونيل ماني ماريتز في أوائل سبتمبر من العام 1914. بعد ذلك بوقت قصير، احتلت قوة أخرى ميناء لودريتز.

## انتفاضة البوير
كان هناك تعاطف كبير بين سكان البوير في جنوب إفريقيا تجاه القضية الألمانية. مرت اثنا عشر عامًا فقط منذ نهاية حرب البوير الثانية، التي قدمت ألمانيا فيها الدعم المعنوي لجمهوريتي البوير ضد الإمبراطورية البريطانية. أعلن الموضوع المقدم ماني ماريتز، قائد قوات الكوماندوز على حدود جنوب غرب إفريقيا الألمانية.
جمع ماريتز وعدد من الضباط رفيعي المستوى قواتهم بسرعة مع ما مجموعه حوالي 12 ألف متمرد في ترانسفال وأورنج فري ستيت كانوا مستعدين للقتال من أجل القضية، فيما أصبح يعرف باسم انتفاضة البوير (يشار إليها أحيانًا باسم تمرد ماريتز).
أعلنت الحكومة الأحكام العرفية في 14 أكتوبر من العام 1914، وانطلقت بعدها القوات الموالية لها بإمرة الجنرالات لويس بوتا وجان سموتس للقضاء على التمرد. هُزِم ماريتز في 24 أكتوبر ولجأ إلى الألمان، وقُمع التمرد في أوائل فبراير من العام 1915. حكم على متمردي البوير الرئيسيين بالسجن ست سنوات وسبع سنوات بالإضافة إلى غرامات باهظة. أطلق سراحهم بعد عامين بعد ذلك بعامين.

## تداعياتها

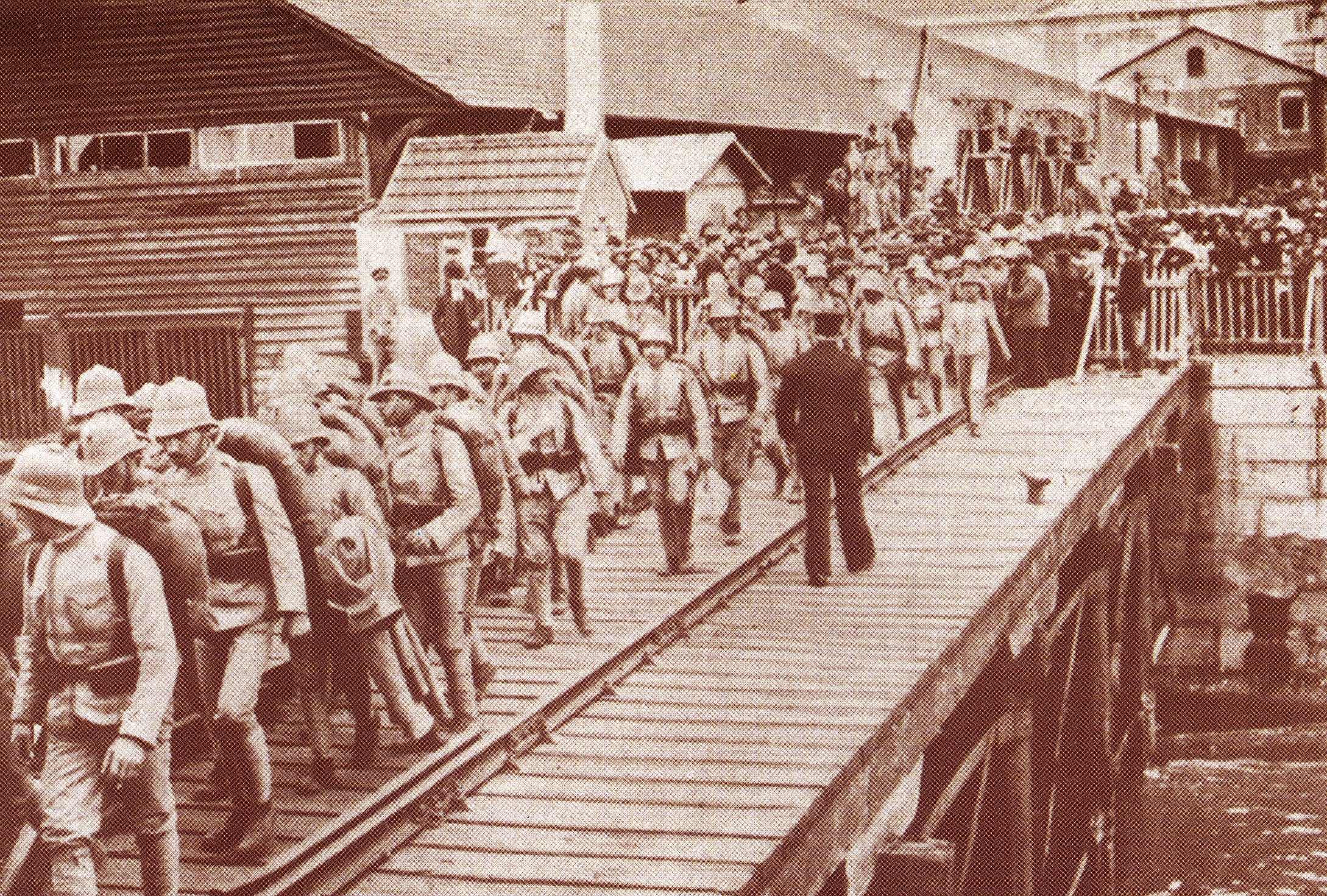
القوات البرتغالية المتجهة إلى أنغولا خلال الحرب العالمية الأولى

بلغ عدد الضحايا في جنوب إفريقيا 113 قتيلاً، وتوفي 153 آخرون نتيجة الإصابة أو المرض، بالإضافة إلى 263 جريحًا. أما بالنسبة لضحايا الألمان وخسائرهم، فقد توزعوا بين 103 قتلى و890 أسيرًا بالإضافة لخسارة 37 بندقية ميدانية و 22 رشاشًا. بعد هزيمة القوات الألمانية في جنوب غرب إفريقيا، احتلت جنوب إفريقيا المستعمرة ثم أدارتها باعتبارها منطقة انتداب لعصبة الأمم منذ العام 1919.
على الرغم من رغبة حكومة جنوب إفريقيا بدمج جنوب غرب إفريقيا مع أراضيها، إلا أنها لم تقم بذلك رسميًا، على الرغم من أنها كانت تدير المنطقة بحكم الأمر الواقع على أنها «المحافظة الخامسة»، وتمثّل في برلمانها المخصص للبيض فقط  الأقلية البيضاء في جنوب غرب إفريقيا، إضافة لانتخاب الإدارة المحلية الخاصة بهم  وهي  الجمعية التشريعية لجنوب غرب إفريقيا. بعد أن حلت الأمم المتحدة محل عصبة الأمم في عام 1946، رفضت جنوب إفريقيا التنازل عن تفويضها السابق وألغته الجمعية العامة للأمم المتحدة. في عام 1971 أصدرت محكمة العدل الدولية «رأيًا استشاريًا» تعلن فيه أن استمرار إدارة جنوب إفريقيا غير قانوني.
1. ↑  Strachan 2001، صفحة 568.
2. ↑  ACED 2017.